# NGC 5440
NGC 5440 is een spiraalvormig sterrenstelsel in het sterrenbeeld Jachthonden. Het hemelobject werd op 1 mei 1785 ontdekt door de Duits-Britse astronoom William Herschel.

## Synoniemen
- UGC 8963
- MCG 6-31-52
- ZWG 191.40
- PGC 50042